# Radical 16

Traits.

Le radical 16 (几), qui signifie une table, est un des 23 des 214 radicaux chinois répertoriés dans le dictionnaire de Kangxi composés de deux traits.
Le caractère Unicode de 几 est 51E0.

## Caractères avec le radical 16

Caractère lamelles de bambou de Chu
Caractère d'écriture en sceau Shuowen
Caractère Liushutong

| nombre de traits          | caractères  |
| ------------------------- | ----------- |
| Sans trait supplémentaire | 几          |
| 1 traits supplémentaires  | 凡 凢 凣    |
| 2 traits supplémentaires  | 凤          |
| 3 traits supplémentaires  | 凥 処 凧    |
| 4 traits supplémentaires  | 凨 凩 凪 凫 |
| 5 traits supplémentaires  | 凬          |
| 6 traits supplémentaires  | 凭 凮 凯    |
| 7 traits supplémentaires  | 巬          |
| 9 traits supplémentaires  | 凰          |
| 10 traits supplémentaires | 凱 凲       |
| 12 traits supplémentaires | 凳 凴       |